# Гермоген (философ)
Гермоген (др.-греч. Ἑρμογένης; V/IV в. до н. э.) — древнегреческий философ. Один из учеников Сократа.

## Биография
Гермоген был сыном богатейшего гражданина Древних Афин Гиппоника из рода Каллиев. О его матери ничего достоверно не известно. Учитывая богатство отца и бедность сына учёные считают, что Гермоген был внебрачным ребёнком. Точная дата его рождения неизвестна. В платоновском диалоге «Кратил», действия которого происходят в промежутке между 431 и 422 годами до н. э., Гермоген представлен молодым юношей. Одновременно в диалоге «Протагор», действия которого разворачиваются не ранее 433 года до н. э., присутствует лишь единокровный брат Гермогена Каллий. В 453 году до н. э. Гиппоник развёлся со своей законной женой, матерью Каллия. Исходя из вышеизложенного профессор Дебра Нейлз считает, что Каллий был старшим братом Гермогена, который родился в 440-х годах до н. э.
Положение неполноправного жителя, как внебрачного ребёнка, нофа не давало ему возможности претендовать на наследство. После смерти Гиппоника около 422 года до н. э. всё его имущество отошло к родившемуся в законном браке Каллию. Впоследствии Гермоген смог стать полноправным гражданином и приписаться к дему Алопека. В 392 году до н. э. входил в посольство Конона, которое афиняне отправили к персидскому сатрапу Тирибазу
После смерти отца жил в бедности. По словам Ксенофонта ему помог Сократ, убедив одного из своих учеников приобрести «помощника добровольного, благожелательного, привязанного, который не только способен исполнять приказания, но может и по собственной склонности быть полезным»..
Ксенофонт на момент казни своего учителя Сократа в 399 году до н. э. находился среди греческих наёмников, которые с боями отступали домой после проигранной битвы при Кунаксе недалеко от Вавилона в сторону Греции. Его трактат «Апология Сократа» с описанием суда и последних дней жизни философа основан на воспоминаниях Гермогена. Согласно Ксенофонту Гермоген перед судом призывал Сократа подумать о предстоящем процессе. Философ, который считал себя невиновным, отвечал, что вся его жизнь была подготовкой к предстоящему событию. Гермоген пытался образумить своего учителя, пытаясь объяснить, что невиновность не является запорукой оправдания. На эти доводы Сократ ответил, что и сам понимает реальное положение вещей, но его внутренний голос «даймоний» считает, что ему лучше умереть.
Согласно позднеантичному источнику Диогену Лаэртскому Гермоген был учеником не Сократа, а Парменида и учителем Платона. Согласно тому же источнику ошибочно назван сыном Критона.